# Championnat de Belgique féminin de handball 2017-2018
Navigation
2016-2017 2018-2019
La saison 2017-2018 du Championnat de Belgique féminin de handball est la 46e saison de la plus haute division belge de handball. La première phase du championnat, la phase classique est suivie par des Play-offs et des Play-downs.

## Participants
| Club                   | Classement 2016-2017 | Localisation       | Entraîneur | Salle                                      | Capacité |
| ---------------------- | -------------------- | ------------------ | ---------- | ------------------------------------------ | -------- |
| HB Saint-Trond         | 1er                  | Saint-Trond        | ?          | Sporthal Jodenstraat                       | ?        |
| Initia HC Hasselt      | 2e                   | Hasselt            | ?          | Sporthal Alverberg                         | 1 730    |
| Achilles Bocholt       | 3e                   | Bocholt            | ?          | Sportcomplex De Damburg                    | 1        |
| DHW Antwerpen          | 4e                   | Anvers             | ?          | Sportcomplex Sorghvliedt Sporthal De Bist  | 950 ?    |
| Fémina Visé Handball   | 5e                   | Visé               | ?          | Hall Omnisports de Visé                    | 600      |
| DHC Waasmunster        | 6e                   | Waasmunster        | ?          | Sporthal Hoogendonck                       | ? 539    |
| DHT Middelkerke-Izegem | 7e                   | Middelkerke Izegem | ?          | Sporthal De Bamburg Sportcentrum De Krekel | ?        |
| HC DB Gand             | 8e                   | Gand               | ?          | -                                          | ?        |

## Localisation
| \| Visé Bocholt Hasselt Anvers Waasmunster Saint-Trond Gand Izegem \| Localisation des clubs engagés dans le championnat |
| Visé Bocholt Hasselt Anvers Waasmunster Saint-Trond Gand Izegem                                                          |

| # | Province                        | Nombre | Équipe(s)                                           |
| - | ------------------------------- | ------ | --------------------------------------------------- |
| 1 | Province de Limbourg            | 3      | Initia HC Hasselt, Achilles Bocholt, HB Saint-Trond |
| 2 | Province de Flandre-Orientale   | 2      | DHC Waasmunster et HC DB Gand                       |
| 3 | Province d'Anvers               | 1      | DHW Antwerpen                                       |
| 3 | Province de Liège               | 1      | Fémina Visé                                         |
| 3 | Province de Flandre-Occidentale | 1      | DHT Middelkerke-Izegem                              |

## Compétition

### Saison régulière
|   | Équipe                 | Pts | J  | G  | N | P  | Bp  | Bc  | Diff | Dép |
| - | ---------------------- | --- | -- | -- | - | -- | --- | --- | ---- | --- |
| 1 | HB Saint-Trond (T)     | 27  | 14 | 13 | 1 | 0  | 442 | 287 | 155  | -   |
| 2 | Achilles Bocholt       | 21  | 14 | 10 | 1 | 3  | 389 | 297 | 92   | -   |
| 3 | Initia HC Hasselt      | 19  | 14 | 9  | 1 | 4  | 363 | 315 | 48   | -   |
| 4 | Fémina Visé Handball   | 18  | 14 | 9  | 0 | 5  | 350 | 305 | 45   | -   |
| 5 | DHC Waasmunster        | 11  | 14 | 5  | 1 | 8  | 284 | 333 | -49  | -   |
| 6 | DHW Antwerpen          | 10  | 14 | 4  | 2 | 8  | 346 | 370 | -24  | -   |
| 7 | DHT Middelkerke-Izegem | 5   | 14 | 2  | 1 | 11 | 305 | 384 | -79  | -   |
| 8 | HC DB Gand             | 1   | 14 | 0  | 1 | 13 | 238 | 426 | -188 | -   |

|     | Qualification aux playoffs                  |
|     | Participation aux playdowns                 |
| (T) | Tenant du titre 2016-2017                   |
| (P) | Promu de Division 2 2016-2017               |
| (C) | Vainqueur de la Coupe de Belgique 2017-2018 |

| Résultats (dom.\ext.)                                      | St-T  | Boch  | Hass  | Visé  | Waas  | Anv   | Izeg  | Gand  |
| HB Saint-Trond                                             |       | 23-23 | 24-18 | 30-17 | 28-22 | 36-27 | 41-18 | 40-11 |
| Achilles Bocholt                                           | 19-28 |       | 29-30 | 22-19 | 23-25 | 31-25 | 30-19 | 32-17 |
| Initia HC Hasselt                                          | 22-29 | 24-36 |       | 23-20 | 21-17 | 28-28 | 35-18 | 31-13 |
| Fémina Visé Handball                                       | 21-30 | 21-23 | 25-23 |       | 26-18 | 29-25 | 26-24 | 28-14 |
| DHC Waasmunster                                            | 20-29 | 13-30 | 16-25 | 23-24 |       | 23-21 | 20-29 | 22-18 |
| DHW Antwerpen                                              | 23-32 | 18-28 | 20-30 | 20-27 | 22-22 |       | 23-20 | 36-22 |
| DHT Middelkerke-Izegem                                     | 23-35 | 19-28 | 21-23 | 14-27 | 22-23 | 28-33 |       | 31-21 |
| HC DB Gand                                                 | 23-37 | 16-35 | 19-30 | 16-40 | 15-20 | 14-25 | 19-19 |       |
| - Victoire à domicile - Match nul - Victoire à l'extérieur |       |       |       |       |       |       |       |       |

### Play-offs
Les playoffs sont un mini-championnat opposant en matches aller-retour les quatre premières équipes de la saison régulière du championnat. Avant le début des playoffs les équipes reçoivent un bonus de points en fonction de leur classement en saison régulière : le premier reçoit quatre points, le deuxième reçoit trois points, le troisième deux points et le quatrième reçoit un point.